# Agrilus macer
Agrilus macer es una especie de insecto del género Agrilus, familia Buprestidae, orden Coleoptera.
Fue descrita científicamente por LeConte, 1858.